# Finnhyttetjärnen (Nordmarks socken, Värmland)
Finnhyttetjärnen är en sjö i Filipstads kommun i Värmland och ingår i Göta älvs huvudavrinningsområde. Sjön har en area på 0,0918 kvadratkilometer och ligger 197,9 meter över havet. Sjön avvattnas av vattendraget Timsälven (Nordmarksälven).

## Delavrinningsområde
Finnhyttetjärnen ingår i det delavrinningsområde (664564-139945) som SMHI kallar för Utloppet av Finnhyttetjärnen. Medelhöjden är 225 meter över havet och ytan är 2,15 kvadratkilometer. Räknas de 16 avrinningsområdena uppströms in blir den ackumulerade arean 100,56 kvadratkilometer. Timsälven (Nordmarksälven) som avvattnar avrinningsområdet har biflödesordning 3, vilket innebär att vattnet flödar genom totalt 3 vattendrag innan det når havet efter 385 kilometer. Avrinningsområdet består mestadels av skog (71 procent) och sankmarker (12 procent). Avrinningsområdet har 0,09 kvadratkilometer vattenytor vilket ger det en sjöprocent på 4,2 procent.